# Dolors Vaqué Vidal
Dolors Vaqué Vidal (Barcelona, 9 de juny de 1953) és una biòloga marina que treballa en el camp d'ecologia microbiana marina, en l'institut de Ciències del Mar (ICM) o CSIC de Barcelona.

## Biografia
Nascuda a Barcelona, gran part de la seva carrera científica l'ha dedicat a l'estudi de les xarxes alimentàries microbianes i els virus marins. Va estudiar, en primer lloc, la llicenciatura de farmàcia i posteriorment la de biologia a la Universitat de Barcelona. L'any 1989 es va doctorar en ciències biològiques a l'Institut de Ciències de Mar de Barcelona (ICM). L'any 1990 i 1991 va fer un postdoctoral a l'Institute of Ecosystems Studies a l'Estat de Nova York, i posteriorment, comença a treballar a l'Institut de Ciències de Mar de Barcelona (ICM).

## Publicacions destacades
En els anys que ha estat treballant a l'institut de Ciències del Mar, Dolors ha fet diferents projectes de recerca, entre els quals destaquen:
- 1994: Grazing rates on bacteria: the significance of methodology and ecological factors[4]
- 2009: Annual changes of bacterial mortality due to viruses and protists in an oligotrophic coastal environment (NW Mediterranean)[5]
- 2019: Warming and CO₂ Enhance Arctic Heterotrophic Microbial Activity[6]
- 2019: Assessing the viral content of uncultured picoeukaryotes in the global-ocean by single cell genomics[7]
- 2020: Visualization of Viral Infection Dynamics in a Unicellular Eukaryote and Quantification of Viral Production Using Virus Fluorescence in situ Hybridization[8]

Durant la dècada de 2020 la seva investigació se centra en la diversitat de virus en els sistemes marins temperats i polars, i en la identificació i visualització de les interaccions virus-hoste tant en cultiu com en la naturalesa.